# Бродчерч
Бродчерч (англ. Broadchurch) — британська телевізійна кримінальна драма, події якої розгортаються навколо розслідування смерті 11-річного хлопчика. Інформація щодо кастингу вперше з'явилася в липні 2012 року, знімання почалися в серпні й проходили в Бристолі та Вест Бей. У січні 2013 року серіал придбала BBC America для майбутнього показу. Прем'єра відбулася 4 березня 2013 р. на телеканалі ITV. Пізніше було знято ще 2 сезони.

## Створення серіалу
Автор серіалу Кріс Чібнолл мріяв зняти масштабну драму про те як смерть може впливати на невелику громаду. Сценарій до першої серії був написаний 2011 р. і Чібнолл запропонував його спеціалісту з драм телеканалу ITV Лорі Меккі. Серіал схвалили й фільмування пройшли в серпні-вересні 2012  року на Юрському узбережжі Вест Бей у Дорсеті та у місті Клеведон, недалеко від Бристоля. Місто стало прототипом Бродчерча. Сцени в інтер'єрах та відділку поліції знімали в студії в Бристоля.
Головна героїня Олівія Колман в інтерв'ю зізналася, що протягом фільмування тільки четверо акторів знали, хто вбивця.

## Персонажі
Поліція
- Детектив-інспектор Алек Гарді (Девід Теннант) — досвідчений детектив, який нещодавно приїхав із великого міста до прибережного містечка Бродчерч, з наміром налагодити своє життя після скандальної історії на колишній роботі. Гарді розслідував справу про вбивство, в якій підозрюваного відпустили після того, як було доведено, що ДНК на речовому доказі підроблене. На початку Алек Гарді та Еллі Міллер вороже ставляться один до одного через різницю у характерах, поглядах і через той факт, що Гарді дісталася посада Міллер. Під час розслідування його здоров'я погіршується, починаються серцеві напади та болі у грудях. Детектив Гарді розлучений і має 15-річну доньку, яка живе з матір'ю.
- Детектив-сержант Еллі Міллер (Олівія Колман) — напарниця Гарді й давній друг сім'ї загиблого хлопчика Денні Латімера. Вона прожила в Бродчерчі все своє життя, має двох дітей: молодшого Фреда і старшого сина Тома, який був другом Денні. Еллі є сполучною ланкою поміж поліцією, розслідуванням і потерпілою родиною.
- Начальниця поліції Елайн Дженкінсон (Трейсі Чілдс) — начальниця Алека та Еллі, яка намагається влаштувати життя Гарді в Бродчерчі. Вона знає про минуле детектива-інспектора, але не використовує це проти нього, а навпаки, пропонує йому посаду, яку мала отримати Міллер після декретної відпустки.

Родина Латімер
- Бет Латімер(Джоді Віттейкер) — мати двох дітей: Хлої та Денні, має чоловіка Марка і працює в туристичному бюро. Під час розслідування смерті її сина, починає підозрювати чоловіка, а потім і усіх сусідів. Пізніше дізнається, що вона вагітна.
- Марк Латімер (Ендрю Бакен) — чоловік Бет, працює слюсарем у Бродчерч. Друг родини Міллерів.
- Хлоя Латімер(Шарлота Бімонт) — 15-річна донька Бет і Марка, сестра Денні. Має стосунки з сімнадцяти річним хлопцем Діном.
- Дені Латімер (Оскар МакНамара) — 11-річний син Марка та Бет, який став жертвою злочину.
- Ліз Ропер (С'юзан Браун) — мати Бет та бабця дітей сім'ї Латімер.

Родина Міллерів
- Джо Міллер (Метт'ю Гравель) — чоловік Еллі, який звільнився зі своєї роботи парамедика, щоб доглядати дітей: Тома та Фреда.
- Том Міллер (Адам Вілсон) — старший син Джо та Еллі, найкращий друг Денні за словами батьків.

## Американська адаптація
Асоціація Телевізійних Критиків в серпні 2013 р. оголосила, що телемережа the Fox розробляє американську адаптацію телесерійної кримінальної драми Бродчерч. Кріс Чібнолл був сценаристом прем'єрного епізоду та виконавчим продюсером серіалу.
Американська версія з назвою Грейспоїнт (Gracepoint) вийшла на екрани 2014 р. Як і в британській версії, головну роль виконує Девід Теннант. Після першого сезону серіал закрили.